# Euselasia violetta
Euselasia violetta är en fjärilsart som beskrevs av Bates 1868. Euselasia violetta ingår i släktet Euselasia och familjen Riodinidae. Inga underarter finns listade i Catalogue of Life.